# Ilan Mitchell-Smith
Ilan Mitchell-Smith (Nueva York; 29 de junio de 1969) es un actor estadounidense conocido por haber protagonizado la película de 1985 Weird Science. (La mujer explosiva en España y Ciencia loca en Hispanoamérica) .Tuvo además apariciones notables  en series de televisión, entre las que destacan The Equalizer, Superboy, Silk Stalkings y Los Goldberg. Decidió abandonar la actuación a comienzos de la década de 1990, cuando empezó a dedicarse  a la docencia y sólo hizo apariciones esporádicas en los medios.

## Filmografía

### Cine y televisión
- How to Be a Perfect Person in Just Three Days (1983)
- Daniel (1983)
- The Wild Life (1984)
- Weird Science (1985)
- The Equalizer (1985)
- Superboy (1988)
- Journey to the Center of the Earth (1988)
- The Chocolate War (1988)
- Identity Crisis (1989)
- Silk Stalkings (1991)
- Axe Cop (2012)
- The Goldbergs (2017)[5]